# Hokus Pokus Pas
Hokus Pokus Pas is het zesde verhaal uit de reeks Baard en Kale. Het werd voor het eerst uitgegeven in 1958.

## Het verhaal
Baard en Kale worden gevierd in Parijs als helden nadat ze hebben meegewerkt aan de arrestatie van Stomp, publieke vijand nummer 1. Maar het wordt hen wat te druk met al die recepties, interviews en ze besluiten onder te duiken op een rustige plek, buiten Parijs. Het is daar dat ze tot hun grote verrassing op het nieuws het gezicht van Stomp zien. Of beter, denken te zien, want nu blijkt dat Stomp een masker had en ontsnapt is uit de gevangenis. Niemand weet nu nog hoe Stomp er echt uitziet en waar hij is.
En Stomp blijft niet langs stilzitten. Vlak na zijn ontsnapping verzamelt hij enkele bendeleden en berooft een juwelier op mysterieuze wijze. Na de overval laat hij Baard en Kale ontvoeren, maar zijn bende kan enkel Kale gevankelijk meenemen. Die weet aan zijn bewakers te ontkomen en kan Baard en inspecteur Lucifer verwittigen waar hij is. Samen met de politie weten Baard en Kale enkele bendeleden te arresteren maar Stomp is de dans weer ontsprongen. Eén van de bendeleden geeft de politie een tip : Stomp is van plan in Venetië een grote slag te slaan.
Baard en Kale reizen naar Venetië af om de markies di Magglio te verwittigen dat Stomp hem wil overvallen. Stomp weet met het kostbare beeldje van de markies te ontkomen, maar Baard en Kale kunnen het hem terug afhandig maken. Dan komen Baard en Kale te weten dat Stomp weer een grote slag wil slaan, ditmaal in New York.
Bij de Amerikaanse douane in New York staat hen een onaangename verrassing te wachten. Iemand heeft het gouden beeldje van de markies di Magglio in één van hun reiskoffers verstopt en dus worden Baard en Kale verdacht van diefstal. Ze gaan op de loop en zien op hun vlucht een bendelid van Stomp. Ze achtervolgen hem en dringen binnen in het schuilhol van Stomp. Diens bende weet hen te overmeesteren. Meer zelfs, Stomp zal gebruikmaken van Baard en Kale om de schuld van zijn grote slag in New York in hun schoenen te schuiven.
Het plan is even meesterlijk als duivels : met een vliegtuig, uitgerust met de uitvinding van professor von Broun, overvalt Stomp en zijn bende een goudkonvooi. Hij laat het uitschijnen dat zijn vliegtuig pech heeft en dwingt Baard en Kale om het vliegtuig met een parachute te verlaten, net alsof zij de overvallers zijn. De politie arresteert onze beide helden, maar ze weten de agenten toch ervan te overtuigen dat niet zij, maar Stomp achter de overval zitten.
En zo trekken Baard en Kale met de politie naar een vermoedelijk schuilhol van Stomp en zijn bende. Nog net op tijd, want de misdadigers zijn nog niet vertrokken. Stomp trekt aan boord van een vliegtuig met enkele bendeleden, maar nog voor het vliegtuig goed en wel is opgestegen, wordt het door de politie neergeschoten. Het vliegtuig stort neer en gaat in vlammen op.